# Vallée des Térébinthes
 (août 2021).
Si vous disposez d'ouvrages ou d'articles de référence ou si vous connaissez des sites web de qualité traitant du thème abordé ici, merci de compléter l'article en donnant les références utiles à sa vérifiabilité et en les liant à la section « Notes et références ».
La vallée des Térébinthes (en hébreu Nahal ha'Elah, en arabe Wadi es-Sunt) est une petite vallée qui se situe en Israël, dans les monts de Judée, à une vingtaine de kilomètres au sud-ouest de Bethléem, à environ 20 minutes de Bet Shemesh. Elle relie la Shéphélah aux monts de Judée, d'où son importance stratégique. Selon la Bible, c'est là que David combattit Goliath.

## Géographie
La vallée est à 300 m d'altitude. Elle est longue de 7 km d'est en ouest, et large de 2 km dans sa partie ouest à 500 m dans sa partie est. 
La vallée doit son nom aux  pistachiers térébinthes (elah en hébreu) qui y poussent. À l'ouest de la vallée, près de Sokho, il y avait un pistachier térébinthe très grand et très vieux (55 pieds de hauteur soit 16,8 mètres, et un tronc de 17 pieds de circonférence soit 5,2 m). L'ampleur de son ombre était au moins de 75 pieds soit 23,4 mètres. Il marque l'extrémité supérieure de la vallée.

## Histoire
Compte tenu de sa situation, la vallée constitue un carrefour entre la plaine côtière et les hautes terres de Judée, dont les villes de Jérusalem, Bethléem et Hébron, à l'image des vallées de Soreq et d'Ayalon. La Bible décrit plusieurs combats qui y opposèrent les tribus d'Israël, habitant les hautes terres, et les Philistins, établis dans la plaine côtière.
À l'époque du Premier Temple, il existe plusieurs villes autour de la vallée : Adoullam, Sokho, Azeqa. Il semble que ce soit par cette vallée que les troupes babyloniennes soient passées lors de l'invasion de la Judée et de Jérusalem par Nabuchodonosor II. À l'époque du Second Temple, une forteresse est établie à l'est de la vallée.
Un village du nom de Beth Latafa s'y trouve à l'époque romaine. Il sert de centre de gouvernement et de halte pour les pèlerins qui montent à Jérusalem ou à Hébron. Il est situé au début de la route tracée par les Romains entre Jérusalem et Beth Guvrin et qui traverse la vallée.
En 634 a lieu dans la vallée la bataille d'Ajnadayn dans laquelle les troupes musulmanes battent les Byzantins, soumettent le centre du pays et arrivent jusqu'aux portes de Jérusalem (qu'ils envahiront seulement en 638). 
Le 12 octobre 1806, Chateaubriand s'y rend, il rencontre le chef arabe de la famille Abou-Gosh dans le village maintenant d'Abou Gosh.
Pendant la guerre d'indépendance d'Israël en 1948, le convoi des 35 traverse la vallée en allant au secours des kibboutzim assiégés du Goush Etzion. En octobre 1948, la vallée est conquise par la brigade Harel. 
En 1972, la première station de transmission satellitaire  y est installée.
Deux villages sont aujourd'hui construits dans la vallée : le kibboutz Netiv ha-Lamed Hé et le moshav Neve Mikhael. Sur les collines autour de la vallée, se trouvent les villages d'Aderet, Aviezer et Zekharia, sous la juridiction du conseil régional de  Mateh Yehuda.

## Culture populaire
Le film Dans la vallée d'Elah, sur les ravages causés par la guerre, sorti en 2007, et réalisé par Paul Haggis, fait référence à cette vallée.

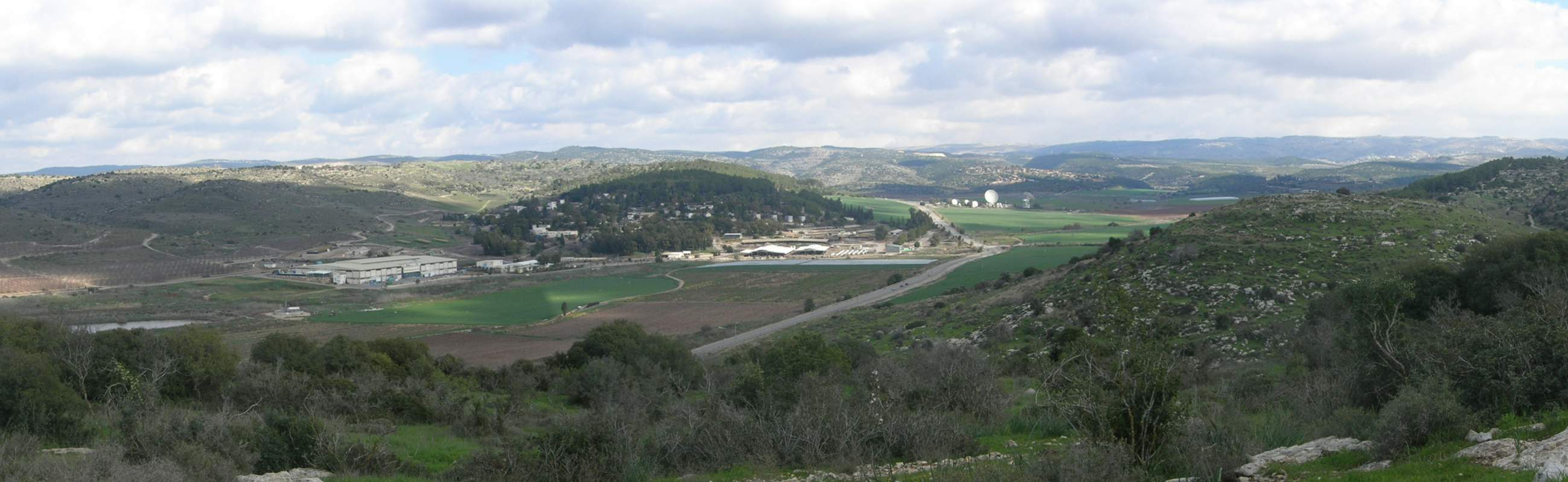
Vue du kibboutz Netiv ha-Lamed Hé dans la vallée d'Elah